# Къща на Михаил Владо
Къщата на Михаил Владов е възрожденска къща в град Пловдив.

## История
Построена е в стила на ранните несиметрични къщи от бащата на д-р М. Владо – Анастас Владо, който по думите на Константин Моравенов е цинцарин от Велес, дошъл в Пловдив като учител по гръцки език.
Тук през 1828 г. се ражда Михаил Владо. С помощта на роднини той завършва медицина във Виена и в периода 1862 – 1877 г. е главен лекар на Пловдив, като по това време открива и първата частна болница.
По време на Априлското въстание той спасява стотици българи, хвърлени в затворите. Излекувал е и Иван Андонов, един от най-активните участници в националноосободителните борби в Пловдивския край.
Внушителната постройка се намира на ул. „Пълдин“ в Стария Пловдив и представлява триетажната сграда, разположена в западната част на неголям двор с отворена към него фасада.
Вътрешно стълбище води към чардак на втория етаж, от който се открива великолепна панорамна гледка към град Пловдив. Стаите са богато украсени с дърворезби, ажурни розети, дървени орнаменти на повече от 200 години и вградени в стените долапи. В някогашната приемна на прочутия пловдивски изцерител и до днес е запазен таванът, който е истинско произведение на изкуството. Флоралните орнаменти, ръчно изработени от дърво, са боядисани в оранжево, зелено, синьо и жълто. Полюлеят, донесен от някое от многобройните пътувания на доктор Владо по света, съчетава ковано желязо с виенско стъкло.
По времето на социализма къщата е превърната в едно от култовите заведения на Балкантурист – резиденция „Тракийски стан“. В края на 80-те години на миналия век в сградата избухва пожар и част от къщата и двора са унищожени.
Според Константин Моравенов в края на 18 век до това място се е намирала къщата на Димитър Сливоглу.
Обектът е паметник на културата с национално значение.
В края на 80-те години на 20 век в къщата избухва пожар, при който изгаря постройката към улицата, която по-късно бива възстановена. Къщата е реставрирана, като стриктно са спазени всички детайли на оригиналния ѝ облик. Тя е място за настаняване на гости и организиране на тържества и конференции от „Орфей Клуб Уелнес“.

## Културни събития
Къщата е един от официалните участници в двата фестивала – Дефиле „Вино и гурме“ и „Дефиле на младото вино“, провеждащи се през май и ноември всяка година.
Тя отваря гостоприемно вратите си за утвърдени участници-производители на дионисиевата напитка и изтъкнати шеф готвачи. Фестивалите са истински празник за култура и кухня.
През 2017 г. обектът е включен в съпътстващата програма на „Нощта на музеите и галериите“. По време на събитието и извън него в къщата се провеждат различни музикални и сценични прояви, изложби, научни семинари, тематични срещи и др.